# Eric Boe
Eric Allen Boe (*1. října 1964 Miami, stát Florida, Spojené státy americké) je americký důstojník, pilot a astronaut, 484. člověk ve vesmíru. Na oběžné dráze Země byl dvakrát, při obou misích pracoval na orbitální stanici ISS

## Životopis

### Vzdělání a zaměstnání
Vzdělání získal na střední škole v Henderson High School, Chamblee (ukončil 1983), poté na vojenské USAF Academy (1983–1987), na Georgia Institute of Technology – obor elektrotechnika, ukončení v roce 1997. Na letecké škole u základny Edwards absolvoval souběžně výcvik testovacího letce.
K NASA do Houstonu nastoupil v roce 2000 a po dvouletém výcviku byl zařazen do jednotky astronautů. Téhož roku měl hodnost majora. Z letectva byl penzionován v únoru 2012.

### Lety do vesmíru
V polovině listopadu roku 2008 letěl spolu s dalšími šesti kolegy v raketoplánu Endeavour na mezinárodní kosmickou stanici ISS. Jednalo se o let označený dle COSPAR 2008-059A, tzv. údržbářský, protože úkolem posádky bylo na stanici provést potřebné opravy. V době jejich letu byla na ISS pracovní a vědecká Expedice 18. Ve stanici Boe strávil 11 dní, v raketoplánu 4, start byl na kosmodromu KSC z Mysu Canaveral na Floridě, přistání kvůli počasí na kosmodromu a základně Edwards v Kalifornii. Na rozdíl od svých kolegů neabsolvoval žádný výstup EVA.
O tři roky později byl pilotem v raketoplánu Discovery při jeho poslední misi STS-133. Hlavním cílem mise uskutečněné ve dnech 24. února až 9. března 2011 bylo dopravit na ISS externí logistickou platformu ELC-4, která na příhradovém nosníku slouží jako jedno z míst k uchycení vybavení pro experimenty, a logistický modul Leonardo. Let trval 12 dní, 19 hodin a 5 minut a Boe se ani tentokrát nepodíval mimo stanici.
V srpnu 2012 se stal zástupcem vedoucího kanceláře astronautů. V červenci 2015 se – spolu se Sunitou Williamsovou, Robertem Behnkenem a Douglasem Hurleym – stal členem první skupiny astronautů určených pro americké komerční lety do vesmíru. Proto zahájil výcvik v kosmických lodích Starliner a Crew Dragon společností Boeing a SpaceX a v srpnu 2018 byl přidělen k prvnímu letu Starlineru s posádkou Boeing Crew Flight Test. NASA však v lednu 2019 oznámila, že Boe nemůže ze zdravotních důvodů letět, a nahradila ho Michaelem Finckem. Od té doby působí v manažerských pozicích v Johnsonově vesmírném středisku,

### Lety v kostce
- STS-126 Endeavour (15. listopad 2008 – 30. listopad 2008)
- STS-133 Discovery (24. února 2011 – 9. března 2011), pilot